# ألكسي بارامونوف
ألكسي بارامونوف (بالروسية: Алексей Парамонов)‏ (21 فبراير 1925 - 24 أغسطس 2018) هوَ لاعب كرة قدم سوفييتي، وُلدَ في بوروفسك عام 1925.

## وفاته
تُوفي في المستشفى في موسكو بتاريخ 24 أغسطس 2018، عن عمرٍ يناهز 93 عامًا.

## روابط خارجية
- ألكسي بارامونوف على موقع الاتحاد الدولي (مؤرشف)  (الإنجليزية)
- ألكسي بارامونوف على موقع قاعدة بيانات كرة القدم.إي يو (الإنجليزية)
- ألكسي بارامونوف على موقع ناشيونال فوتبول تيمز (الإنجليزية)
- ألكسي بارامونوف على موقع أوليمبيديا (الإنجليزية)
- (بالروسية) Profile